# Polideportivo Máximo Viloria
El polideportivo Máximo Viloria es un recinto deportivo multipropósito localizado en la avenida Libertador a un lado del parque zoológico y botánico Bararida de la ciudad de Barquisimeto, capital del estado Lara, en la parte centro occidental de Venezuela.
El estadio es usado principalmente para la práctica de deportes como el atletismo y el fútbol, así como de sede habitual del equipo Club de Fútbol Polideportivo Máximo Viloria. Forman parte del mismo complejo un gimnasio y una serie de piscinas.
Ha albergado diversos eventos nacionales e internacionales como el XV Campeonato Iberoamericano de Atletismo, para el cual fue remodelado con fondos provenientes del Ministerio de Deporte en el año 2012.
| Predecesor: Estadio Hernando Siles La Paz 1977 | Estadio Bolivariano Barquisimeto 1981 | Sucesor: Estadio Bellavista Ambato, Cuenta y Portoviejo 1985 |